# Filipe Luís Kasmirski
Filipe Luís Kasmirski, més conegut com a Filipe Luís (Jaraguá do Sul, Brasil, 9 d'agost de 1985), és un exfutbolista brasiler d'ascendència polonesa i italiana que té aquesta última nacionalitat.

## Carrera com a futbolista

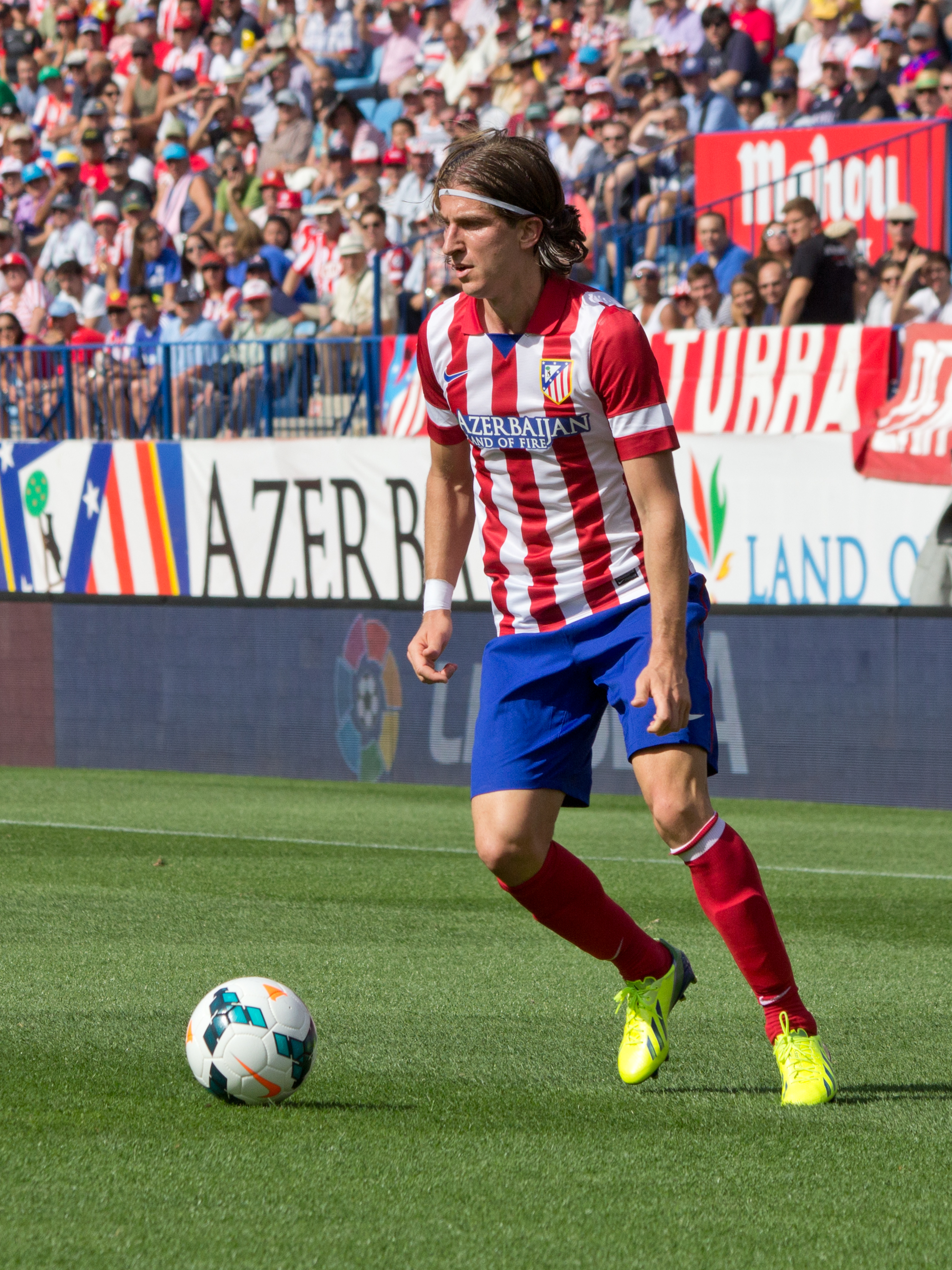
Filipe Luís amb la samarreta de l'Atlético de Madrid.

Procedent del Figueirense Futebol Clube, Filipe va arribar al futbol europeu el 2004 per mitjà de l'Ajax d'Amsterdam, on va passar una temporada sencera. El 18 d'agost de 2005 va signar pel CA Rentistas de l'Uruguai, però ràpidament va ser cedit al Reial Madrid. Va passar la major part de la temporada en aquest club, però al filial, el Reial Madrid Castella.
El 2006 va ser cedit una altra vegada pel CA Rentistas, aquesta vegada al Deportivo de la Corunya, amb una opció de compra de 2,2 milions d'euros. La seva cessió es va ampliar per un any més amb la mateixa clàusula de compra. Es va afermar com a primer lateral esquerre i figura clau per a l'equip.
El 10 de juny de 2008, el Deportivo va fer efectiva la clàusula de compra i Filipe va signar un contracte de cinc anys.
Durant l'estiu del 2009, el jugador va ser temptat pel FC Barcelona, tot i que, finalment, el president del Deportivo, Augusto César Lendoiro, no va cedir per considerar l'oferta culer massa poc important.
Després del seu fracassat intent de fitxatge pel Barça, Filipe Luís va continuar rendint a un altíssim nivell tot i una important lesió. Finalment, durant el juliol del 2010 es va tancar el seu fitxatge per l'Atlètic de Madrid. L'acord va ser per cinc temporades.
El 31 d'agost de 2012 va ser titular en el partit que decidia la Supercopa d'Europa 2012, contra el Chelsea FC, a Mònaco, que l'Atlético de Madrid va guanyar per 4-1.

## Palmarès
Atlético de Madrid
- 2 Lliga Europa de la UEFA: 2011–12 i 2017-18.
- 3 Supercopes d'Europa: 2010, 2012[5] i 2018.[6]
- 1 Primera divisió espanyola de futbol: 2013-14.
- 1 Copa del Rei de futbol: 2012-13[7]

Chelsea FC
- 1 FA Premier League: 2014-15.
- 1 Copa de la lliga anglesa: 2015.

CR Flamengo
- 2 Copes Libertadores: 2019, 2022.
- 1 Recopa Sud-americana: 2020.
- 2 Série A: 2019, 2020.
- 1 Copa brasilera: 2022.
- 2 Supercopes brasileres: 2020, 2021.
- 2 Campionats carioques: 2020, 2021.

Selecció del Brasil
- 1 Copa Confederacions de la FIFA: 2013.
- 1 Copa Amèrica: 2019.